# Парламентские выборы в Науру (1992)
Парламентские выборы в Науру прошли 14 ноября 1992 года. Все кандидаты были независимыми, так как в стране не существовало политических партий. Вновь избранный Парламент переизбрал президентом Бернарда Довийого 10 голосами против 7.
Единственная женщина-депутат Руби Дедийя от Анетан потеряла своё место в парламенте.

## Результаты
| Партия                               | Голоса | %   | Места |
| ------------------------------------ | ------ | --- | ----- |
| Независимые                          |        | 100 | 18    |
| Недействительных/пустых бюллетеней   |        | -   | -     |
| Всего                                |        | 100 | 18    |
| Зарегистрированных избирателей/ Явка | 2 576  |     | –     |
| Источник: Nohlen et al.              |        |     |       |